# Cinema românesc (film)
Cinema românesc este un film românesc din 2014 regizat de Vlad Nedelcu.

## Distribuție
Distribuția filmului este alcătuită din:
- Ana Ularu
- Florin Șerban
- Ada Condeescu
- Victor Rebengiuc
- Radu Muntean
- Ada Solomon
- Irina Margareta Nistor
- Adrian Sitaru